# 1235
Évszázadok: 12. század – 13. század – 14. század
Évtizedek: 1180-as évek – 1190-es évek – 1200-as évek – 1210-es évek – 1220-as évek – 1230-as évek – 1240-es évek – 1250-es évek – 1260-as évek – 1270-es évek – 1280-as évek
Évek: 1230 – 1231 – 1232 – 1233 –  1234 – 1235 – 1236 – 1237 – 1238 – 1239 – 1240

## Események

### Határozott dátumú események
- május 26. – IX. Gergely szentté avatja Árpád-házi Erzsébetet, II. András magyar király lányát.[1]
- szeptember 21. – II. András király halála.[2] (Először a váradi székesegyházban temették el, a Temes vármegyei egresi ciszterci monostor azonban bizonyítani tudta a király végakaratát az ottani temetkezésre vonatkozóan, és a király földimaradványait átvitték Egresre, második felesége mellé. A II. Andrásnak végső nyughelyet adó egresi monostor is elenyészett a török hódoltság alatt.)[3]
- október 14. – Róbert esztergomi érsek megkoronázza IV. Bélát,[4] II. András fiát, aki rögtön hozzálát a feudális anarchia felszámolásához. (Megvakíttatja a lázadók vezérét, Apold fia Dénes korábbi nádort.)[5]

### Határozatlan dátumú események
- az év eleje – II. András király elbocsátja környezetéből a lázadó Apold fia Dénest és híveit, akik II. Frigyesnek ajánlották fel a koronát. (Ezután megtámadja Frigyest és Bécsig nyomul előre. Frigyes kénytelen pénzen megváltani a békét.)[5]
- július – (VII.) Henrik német király apja II. Frigyes német-római császár ellen támad, de vereséget szenved és apja megfosztja a tróntól. (Börtönben hal meg 1242-ben.)
- az év folyamán – 
  - Négy domonkos szerzetes indul keletre az ázsiai magyarok felkutatására és megtérítésére. Közülük csak Julianus barát éri el Magna Hungariát.[6]
  - Árpád-házi Szent Erzsébetet szentté avatja IX. Gergely pápa. (Ö lesz a korabeli Európa egyik legnagyobb hatású szentje.)
  - I. Jóannész Axuchosz trapezunti császár trónra lépése. (1238-ig uralkodik.)
  - Mátyás zágrábi prépost veszi át a királyi kancellária vezetését Csák Ugrin kalocsai érsektől.[7]

## Születések
- Ramon Llull, filozófus
- VIII. Bonifác pápa (valószínű időpont)  († 1303)

## Halálozások
- szeptember 21. – II. András magyar király (* 1177 körül)
- Szent Száva Szerbia védőszentje